# Ischnocnema penaxavantinho
Espèce
Statut de conservation UICN

 DD  : Données insuffisantes
Ischnocnema penaxavantinho  est une espèce d'amphibiens de la famille des Brachycephalidae.

## Répartition
Cette espèce est endémique du Minas Gerais au Brésil. Elle se rencontre jusqu'à 800 m d'altitude dans le Triangle Mineiro.

## Publication originale
- Giaretta, Toffoli & Oliveira, 2007 : A new species of Ischnocnema (Anura: Eleutherodactylinae) from open areas of the Cerrado Biome in southeastern Brazil. Zootaxa, no 1666, p. 43-51.